# Infant
 Der er for få eller ingen kildehenvisninger i denne artikel, hvilket er et problem. Du kan hjælpe ved at angive troværdige kilder til de påstande, som fremføres i artiklen.

Infante og infanta (spansk og portugisisk , fra latin infans, «barn», egentlig «barn som endnu ikke kan snakke», af negerende in- og fari, tale) er en spansk og portugisisk titel for prinser og prinsesser af de respektive kongefamilier, dog med undtagelse af tronfølgeren. 
Den spanske tronfølger bærer siden 1388 titlen fyrste af Asturien (titlen «fyrste af Asturien» anvendes omtrent som titlen «fyrste af Wales» i Storbritannien). Tilsvarende førte den portugisiske tronefølger indtil tabet af Brasilien (1825) titlen prins af Brasil.
Døtre og infantens hustru tituleres infanta.